# Mario José Buschiazzo

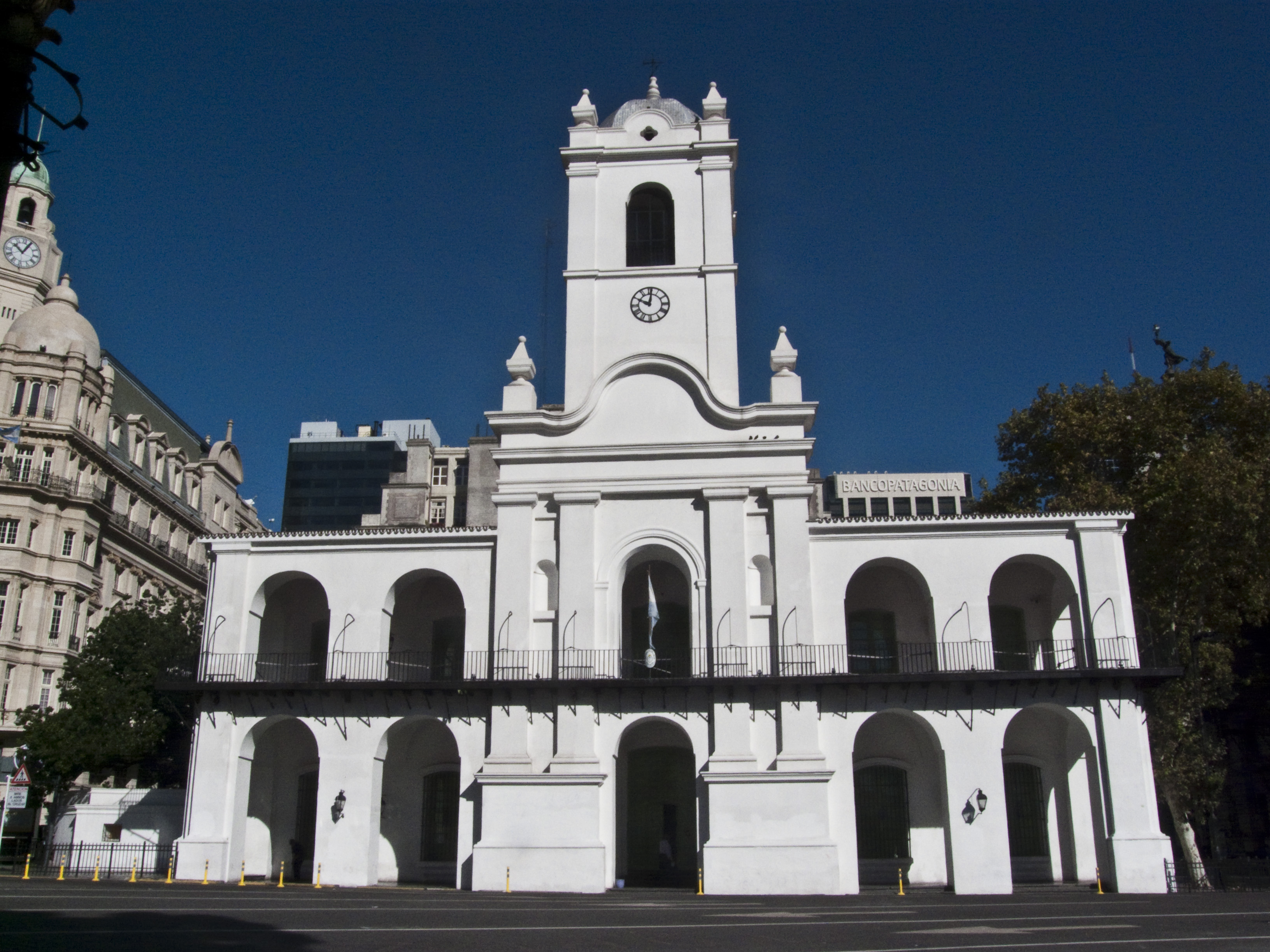
Fachada del Cabildo de Buenos Aires, reconstruida en 1940 por Buschiazzo.

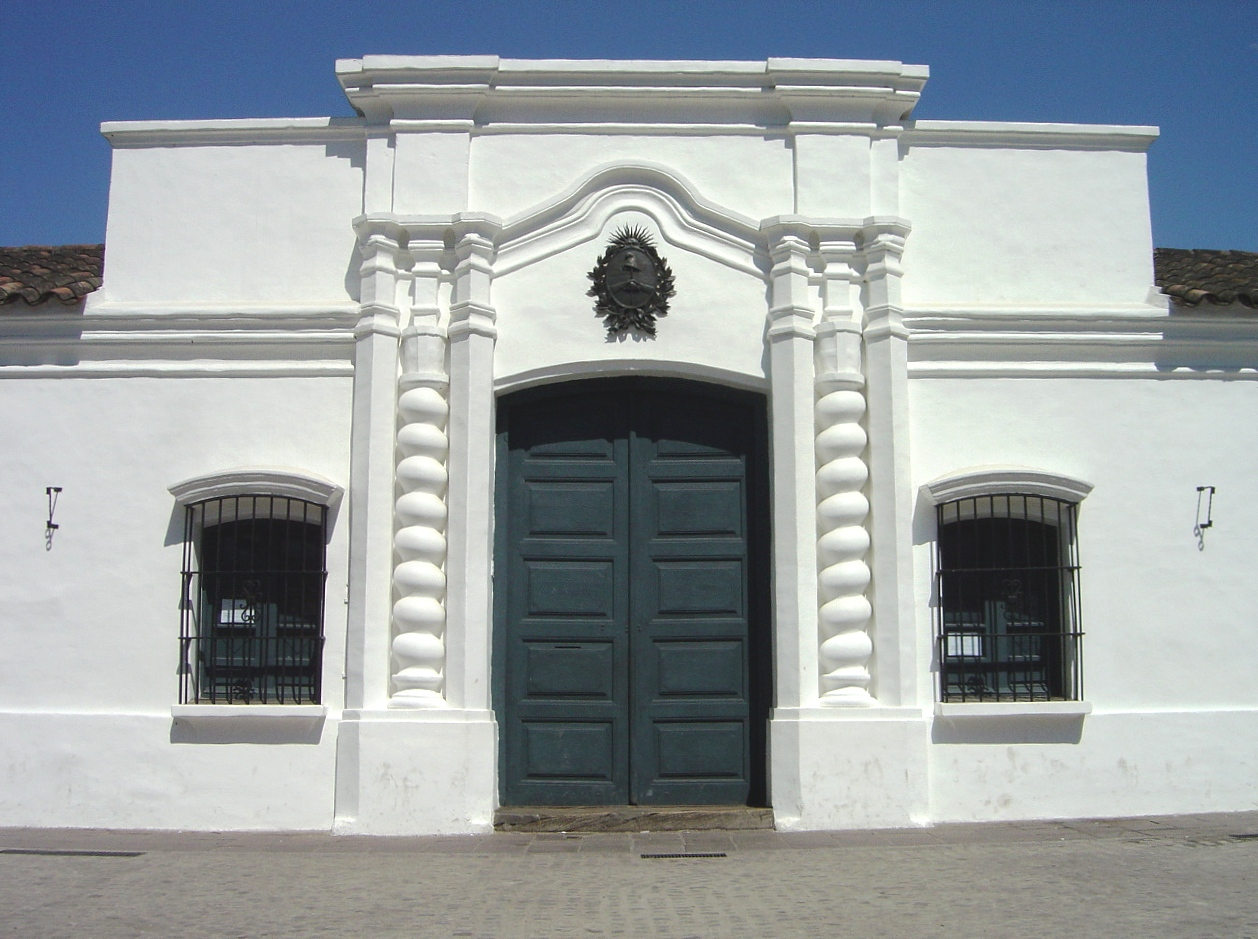
Casa Histórica de Tucumán, reconstruida por Buschiazzo en 1943.

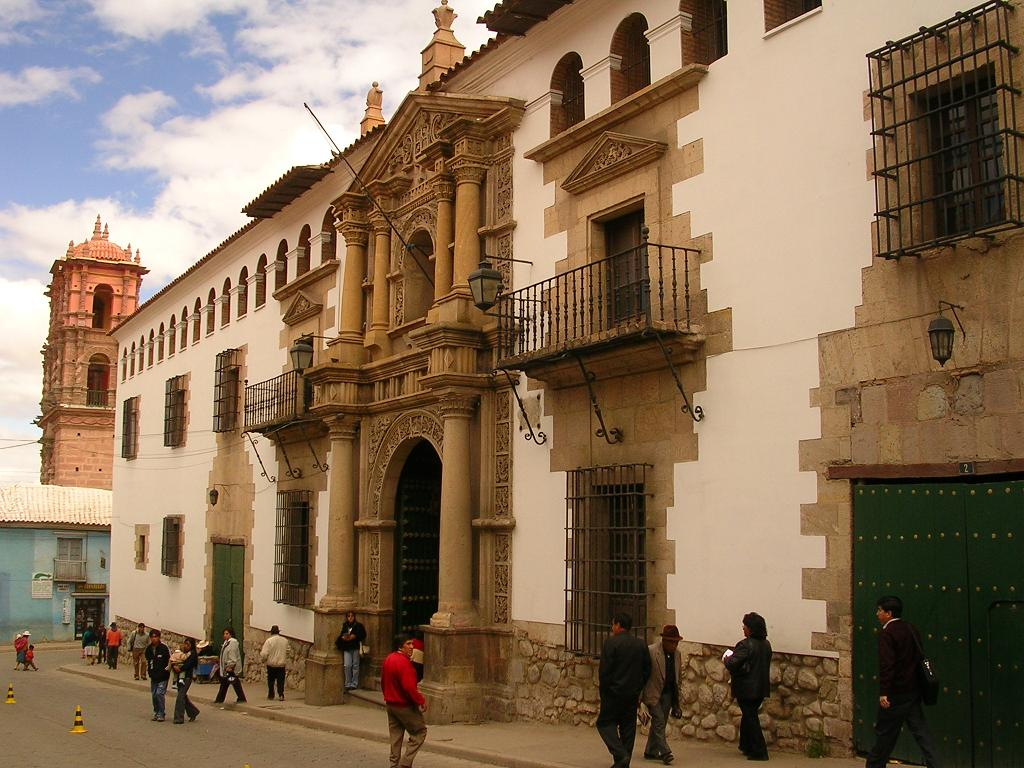
Casa de Moneda de Potosí, restaurada por Buschiazzo en 1939.

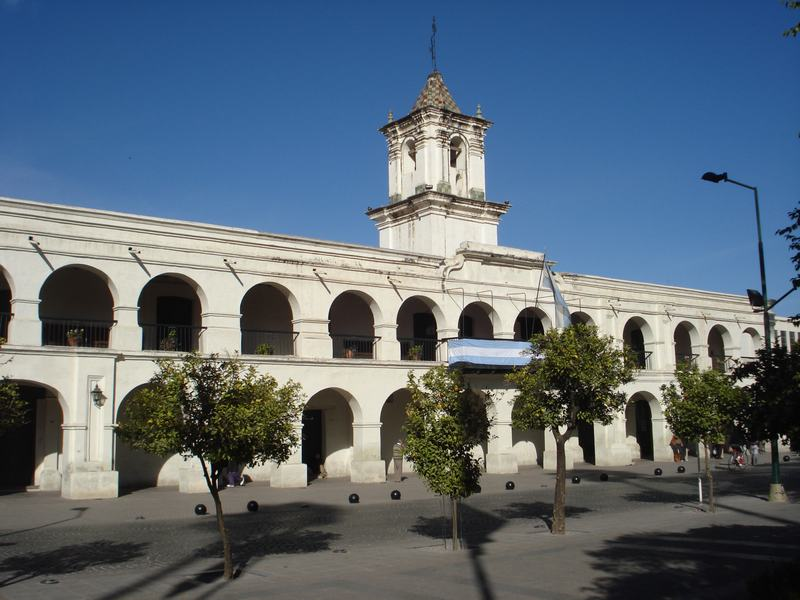
Cabildo de Salta, restaurado por Buschiazzo en 1945.

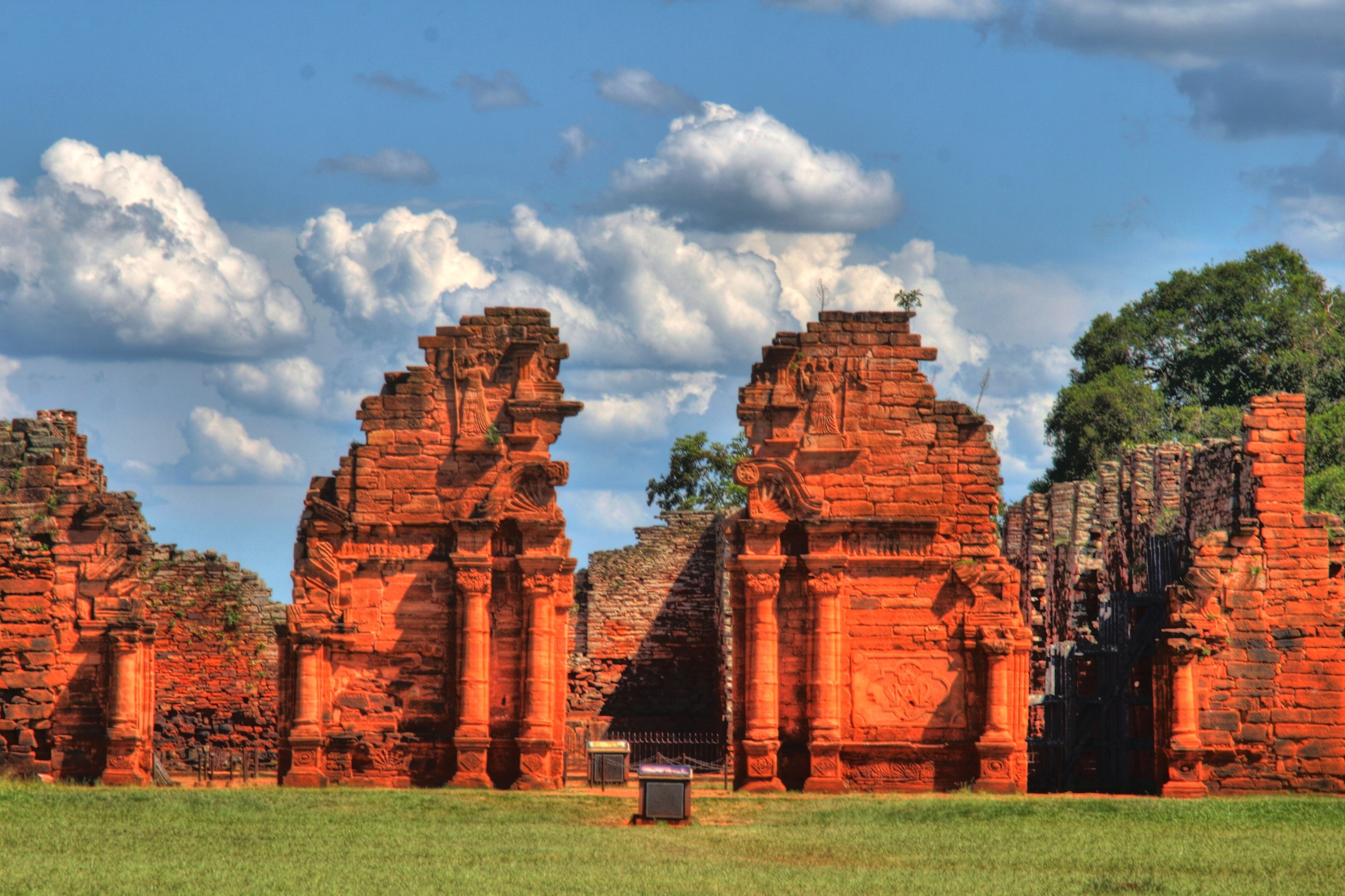
Ruinas de San Ignacio Miní, relevadas por Buschiazzo en 1938.

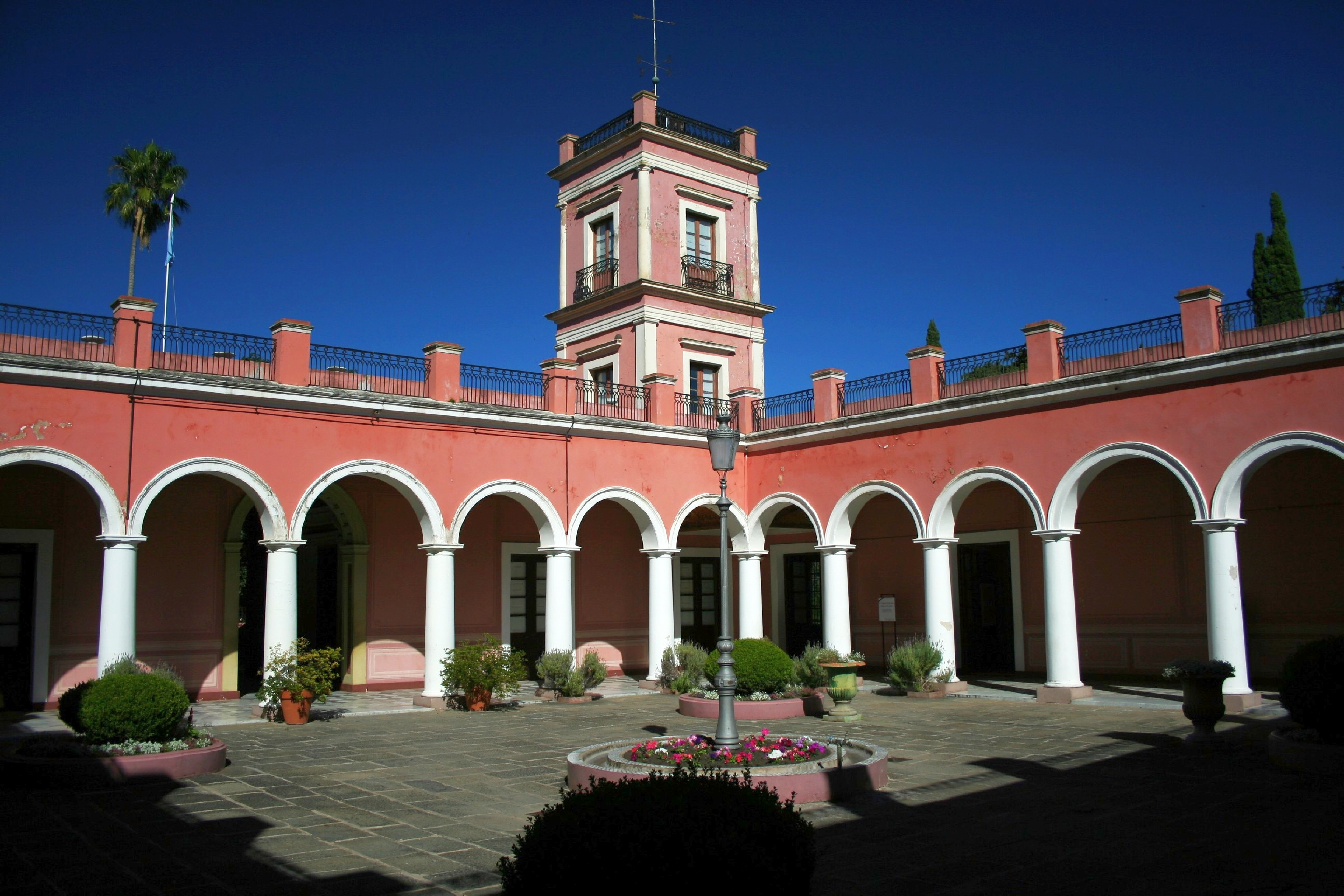
Palacio San José.

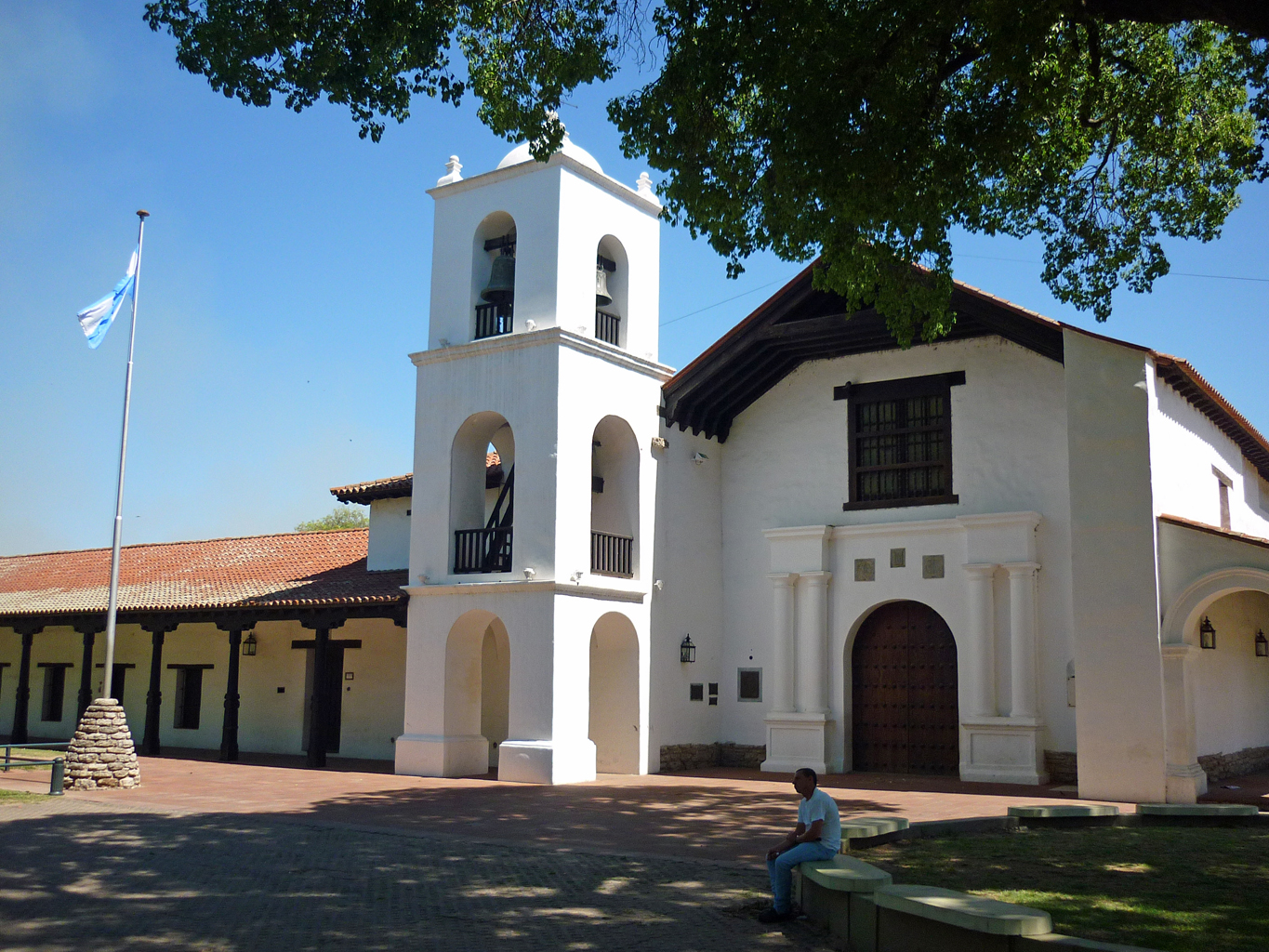
Convento de San Francisco en Santa Fe, restaurado en 1952.

Mario José Buschiazzo nació en la ciudad de Buenos Aires el 10 de diciembre de 1902, en el seno de una familia de arquitectos. Su tío, el arquitecto Juan Antonio Buschiazzo, en su testamento hizo mención especial para con su sobrino Mario, para que se atendiese su educación. Es así que cursa el Bachillerato en el Colegio Internacional de Olivos (provincia de Buenos Aires), los cuales terminó en 1920 con medalla de oro. Ingresó al año siguiente en la Universidad de Buenos Aires donde se graduó como arquitecto en 1925, inició su actividad docente en 1933, profesor titular por concurso en 1941 y profesor emérito en 1967.

## Vida laboral
A diferencia de sus familiares que ejercían la arquitectura en el ámbito del ejercicio privado de proyectos y dirección de obras, Mario Buschiazzo dedicó sus esfuerzos hacia la función pública, tanto en la docencia como en su labor de arquitecto, que tendió a especializar cada vez en la problemática del patrimonio cultural. En 1928 comenzó a desempeñarse como arquitecto en el Ministerio de Obras Públicas de la Provincia de Buenos Aires y poco después en la Dirección General de Arquitectura, del Ministerio de Obras Públicas de la Nación, donde atendió diversos proyectos de carácter oficial. En 1929, cuando el gobierno nacional se hizo cargo del "Instituto Americano" de Adrogué (provincia de Buenos Aires), convirtiéndolo en el Colegio Nacional "Almirante Brown" y realizando una profunda reforma en su estructura y cuerpo docente, Buschiazzo fue incorporado como profesor de Matemáticas, pasando luego a dictar Historia, la cual continuó hasta 1950.
Su carrera docente alcanzó en 1933 los niveles terciario y universitario. Asumió la cátedra de Historia del Arte en el Instituto Nacional del Profesorado Secundario hasta 1941 y docente libre a cargo de un curso de Historia II en la Escuela de Arquitectura de la Universidad de Buenos Aires hasta 1935, cuando fue designado profesor adjunto de Historia I. En 1941 mediante el primero, y único por varios años, concurso de oposición realizado en la Escuela de Arquitectura, alcanzó el nombramiento de titular de Historia II. En este período desarrolló sus investigaciones sobre arte y arquitectura hispanoamericana, que configuró su especialidad. Los resultados de esos estudios se transfirieron al conocimiento general por medio de folletos y libros, que rápidamente crecieron en su tamaño y trascendencia.
Como escritor ya había iniciado sus tareas en 1919 como director de la revista Páginas, periódico estudiantil cuando cursaba el bachillerato. En 1932 publicó Beethoven, un folleto editado por el Colegio Nacional "Almirante Brown", dando a la imprenta al año siguiente otro titulado El arte oscuro del cristianismo. La aproximación a su especialidad se concretó a partir de 1934 con la edición en La Plata de su trabajo Panorama histórico de los Estados Unidos a través de su arquitectura. En 1935 publicó en el número 172 de la Revista de Arquitectura una nota denominada Un precursor americano del funcionalismo. En febrero de 1936 apareció su artículo Arquitectura Colonial Americana en el volumen XXXVII de Informes y Memorias de la Sociedad de Ingenieros del Perú. Abordaba así el campo temático al que dedicó en adelante sus mayores esfuerzos como investigador, docente, arquitecto restaurador y conservacionista.
Fue de carácter trascendental en su vida profesional la fundación del Instituto de Arte Americano e Investigaciones Estéticas en el ámbito de la Escuela de Arquitectura en 1946. Buschiazzo preparó su reglamento e inició su organización hasta el 1 de abril de 1947, cuando su nombramiento como director quedó vigente con el inicio del año académico. Desde entonces ejerció en forma continua e ininterrumpida las tareas de docente e investigador, renunciando a otros cargos ejecutivos de la administración pública. Desde las oficinas del Instituto, instalado inicialmente en un pequeño local del segundo piso de la calle Perú 294 (hoy desaparecido), apoyó la formación de investigadores y docentes, así como la aparición de los Anales -que Buschiazzo preparó en un total de 23 sucesivas ediciones a partir de 1948- y los Cuadernos del Instituto hacia 1954. Para el 1955 fue arquitecto consultor de la Junta de Planificación de Puerto Rico.
Respecto del personal del Instituto, que hasta 1964 se había limitado al Director y una o dos personas más, se sumaron tres miembros rentados por la Facultad equiparados a jefes de trabajos prácticos, dos miembros del CONICET (Consejo Nacional de Investigaciones Científicas y Técnicas) y cuatro por el INTA (Instituto Nacional de Tecnología Agropecuaria), los cuales se organizaron en equipos de trabajo. Diversos subsidios otorgados por estas instituciones públicas fueron el apoyo fundamental a la formación de nuevos investigadores, los cuales continúan trabajando en IAA y forman parte de su dirección y cuerpo consultor. Fue nombrado miembro de número de la Academia Nacional de Bellas Artes.
El arquitecto Mario José Buschiazzo murió en su casa de Adrogué el 15 de agosto de 1970. En homenaje, la Escuela n.º 10 del Distrito Escolar 7 de Buenos Aires lleva su nombre.

## Obra

### Escrita
Su extensa tarea docente abarca importantes aportes a su especialidad. Realizó infinidad de conferencias, cursos y seminarios, además de la voluminosa obra escrita entre la que podemos destacar títulos como:
- La Arquitectura Colonial en Hispanoamérica (1940)
- La Catedral de Córdoba (1941)
- Buenos Aires y Córdoba en 1729 según cartas de los PP. Gervasoni y Cattaneo (1941)
- La Iglesia de la Compañía en Córdoba (1942)
- Por los Valles de Catamarca (1942)
- La Catedral de Buenos Aires (1942)
- Estudios de Arquitectura Colonial en Hispanoamérica (1944)
- La Iglesia del Pilar (1945)
- Historia del Arte Hispano Americano (1945-50)
- De la cabaña al rascacielos (1945) el cual fue traducido al inglés
- Bibliografía de Arte Colonial Argentino (1947)
- La Estancia Jesuítica de Santa Catalina (1949)
- La Estancia Jesuítica de Jesús María (1949)
- El templo de San Francisco de La Paz (1949)
- Estudio sobre monumentos históricos de Puerto Rico (1955)
- Skidmore - Owings - Merrill (1959)
- Argentina, monumentos históricos y arqueológicos (1959)
- Historia de la Arquitectura colonial en Iberoamérica (1961)
- Art-Nouveau en Buenos Aires (1965)
- Arquitectura del Estado de Buenos Aires de 1853 a 1862 (1965)
- La arquitectura en Buenos Aires -1850/1880- (1966)
- La arquitectura en la Argentina (1967)
- Las estancias jesuíticas en Córdoba (1969)
- Historia de la Arquitectura Colonial en Ibero-América (1979)
- La arquitectura colonial (sin fecha)

Merece hacerse mención también de la innumerable cantidad de folletos, artículos, prólogos, reseñas e informes en el cual participó, así como conferencias, cursos y seminarios.

### Arquitectónica
- 1928: Cuartel de Gendarmería Montada, en Avellaneda
- 1929/1933: Iglesia de Cristo Crucificado, en el Cementerio de La Plata
- 1929: Cuartel de Bomberos Voluntarios, en Ensenada
- 1929: Instituto Bacteriológico Melchor Romero
- 1930: Mercado Municipal de Ensenada
- Escuela de Artes y Oficios (luego Instituto Tutelar), en Benito Juárez
- Subprefectura de La Paz, Entre Ríos
- Basamento y parque del Monumento a Güemes, en Salta
- Ampliación del Departamento Central de Policía (como constructor), en Buenos Aires
- 1939: Restauración de la Casa de la Moneda en Potosí, Bolivia
- 1940: Restauración del Cabildo de Buenos Aires
- 1940: Restauración de la Misión Jesuítica de San Ignacio, Misiones
- 1943: Restauración de la Casa de Tucumán
- 1945: Restauración del Cabildo de Salta
- 1949/1952: Restauración del Convento de San Francisco, Santa Fe
- Restauración de la Reducción de Lules, Tucumán
- Restauración de la Casa de Domingo F. Sarmiento, San Juan
- Restauración del Convento de Santo Domingo, San Juan
- Restauración de la Capilla de Purmamarca, Jujuy
- Restauración del Palacio San José, Entre Ríos